# Gambugliano
Gambugliano  (venetisch Gambujan) ist eine Fraktion der italienischen Gemeinde (comune) Sovizzo in der Provinz Vicenza, Region Venetien.

## Geographie
Der Ort liegt etwa 9,5 Kilometer nordwestlich von der Provinzhauptstadt Vicenza im Voralpenland der Monti Castellari, die den Lessinischen Alpen vorgelagert sind, auf einer Höhe von 133 m s.l.m.

## Geschichte

Ehemaliges Gemeindewappen

1262 wird der Ort als Gambullanum erwähnt. Im Januar 2024 wurde Gambugliano nach Sovizzo eingemeindet. Die 7,95 km² große Gemeinde besaß mit Monte San Lorenzo eine Fraktion.